# Margareta Bergman
För författaren med samma namn, se Margareta Bergman (författare).
Sigrid Maria Margareta Bergman, född 28 januari 1901 i Johannes församling i Stockholm, död där 23 februari 1990 i Maria Magdalena församling i Stockholm, var en svensk skådespelare.
Hon var från 1935 gift med skådespelaren Gustaf Malmgren och var mor till skådespelaren Marjo Bergman. Margareta Bergman är gravsatt i minneslunden på Maria Magdalena kyrkogård i Stockholm.

## Filmografi
- 1934 – Kungliga Johansson
- 1936 – Intermezzo
- 1937 – Sara lär sig folkvett
- 1938 – En kvinnas ansikte
- 1940 – Juninatten
- 1941 – Striden går vidare
- 1942 – Rid i natt!
- 1943 – Jag dräpte
- 1944 – Kejsarn av Portugallien
- 1944 – Den osynliga muren
- 1944 – Stopp! Tänk på något annat
- 1951 – Frånskild
- 1955 – Danssalongen
- 1956 – Främlingen från skyn
- 1957 – En drömmares vandring
- 1958 – Damen i svart
- 1969 – Eriksson
- 1972 – Stora skälvan (TV-serie)
- 1972 – Barnen i höjden (TV-serie)
- 1974 – Erik XIV (TV-teater)
- 1976 – Schaurige Geschichten (TV-serie)

## Teater

### Roller (ej komplett)
| År   | Roll         | Produktion                                                                       | Regi                | Teater                      |
| ---- | ------------ | -------------------------------------------------------------------------------- | ------------------- | --------------------------- |
| 1928 |              | Österlunds Hanna Frans Hedberg                                                   | Hjalmar Peters      | Tantolundens friluftsteater |
| 1932 | Polly        | Pengar på banken (Tanz der millionen) Fritz Löhner-Beda och Klemells Weitz-Clewe | Erik Berglund       | Folkteatern                 |
| 1932 | Fröken       | Svensson Gustaf H. Lundberg                                                      | Erik Berglund       | Folkteatern                 |
| 1934 |              | Dollarflickan Sigge och Arthur Fischer                                           |                     | Söders friluftsteater       |
| 1934 |              | Julia på camping Sigge Fischer                                                   |                     | Mosebacketeatern            |
| 1935 |              | Café Södergöken Olle Gunnarsson                                                  |                     | Mosebacketeatern            |
| 1951 |              | Markens gud (The Field God) Paul Green                                           | Börje Mellvig       | Riksteatern                 |
| 1953 |              | Saken är Oscar (Anything Goes) P.G. Wodehouse, Guy Bolton och Cole Porter        | Georg Funkquist     | Oscarsteatern               |
| 1959 | Fru Kristina | Mäster Olof August Strindberg                                                    | Sandro Malmquist    | Riksteatern                 |
| 1964 | Srira        | Skärmarna (Les Paravents) Jean Genet                                             | Per Verner-Carlsson | Stockholms stadsteater      |

### Fotnoter
1. 1 2  ”Margareta Bergman”. Svensk Filmdatabas. http://sfi.se/sv/svensk-filmdatabas/Item/?type=PERSON&itemid=63828&ref=%2ftemplates%2fSwedishFilmSearchResult.aspx%3fid%3d1225%26epslanguage%3dsv%26searchword%3dMargareta+Bergman%26type%3dPerson%26match%3dBegin%26page%3d1%26prom%3dFalse. Läst 11 oktober 2012.
2. ↑  ”Margareta Bergman”. IMDb.com. http://www.imdb.com/name/nm0074829/. Läst 11 oktober 2012.
3. ↑  ”Bergman Malmgren, Margareta Sigrid Maria”. SvenskaGravar.se. https://www.svenskagravar.se/search?ShowFilters=False&Query=Margareta+Malmgren+1990&ParishId=&GraveNumber=&BirthDate=&DeathDate=&BurialDate=&OrderByDesc=False&OrderBy=. Läst 13 januari 2023.
4. ↑  ”'Österlunds Hanna' i Tantolunden”. Dagens Nyheter:  s. 12. 3 juni  1928. http://arkivet.dn.se/arkivet/tidning/1928-06-03/149/12. Läst 1 januari 2016.
5. ↑  ”Teater Musik Film”. Dagens Nyheter:  s. 12. 16 september 1932. http://arkivet.dn.se/arkivet/tidning/1932-09-16/252/12. Läst 16 mars 2016.
6. ↑  Nbg (9 oktober 1932). ”'Svensson' på Folkteatern”. Dagens Nyheter:  s. 10. http://arkivet.dn.se/tidning/1932-10-09/275/10. Läst 16 mars 2017.
7. ↑  ”Teater Musik Film: Söders friluftsteater”. Dagens Nyheter:  s. 10. 9 juni 1934. https://arkivet.dn.se/tidning/1934-06-09/153/10. Läst 7 augusti 2025.
8. ↑  ”Urpremiär på Mosebacke”. Dagens Nyheter:  s. 17. 14 oktober 1934. http://arkivet.dn.se/arkivet/tidning/1934-10-14/279/17. Läst 7 januari 2016.
9. ↑  ”Teater Musik Film”. Dagens Nyheter:  s. 11. 14 mars 1935. http://arkivet.dn.se/arkivet/tidning/1935-03-14/72/11. Läst 28 december 2015.
10. ↑  Age (30 maj 1951). ”Klart för turnéer”. Dagens Nyheter:  s. 32. https://arkivet.dn.se/tidning/1951-05-30/142/32. Läst 3 juni 2018.
11. ↑  ”Teater Musik Film”. Dagens Nyheter:  s. 15. 21 maj 1953. http://arkivet.dn.se/arkivet/tidning/1953-05-21/135/13. Läst 11 juli 2015.
12. ↑  S B-l (28 januari 1959). ”Riksteaterns 'Mäster Olof'”. Dagens Nyheter:  s. 11. https://arkivet.dn.se/tidning/1959-01-28/26/11. Läst 26 maj 2018.